# Kolathupalayam
Kolathupalayam là một thị xã panchayat của quận Erode thuộc bang Tamil Nadu, Ấn Độ.

## Nhân khẩu
Theo điều tra dân số năm 2001 của Ấn Độ, Kolathupalayam có dân số 17.321 người. Phái nam chiếm 50% tổng số dân và phái nữ chiếm 50%. Kolathupalayam có tỷ lệ 59% biết đọc biết viết, thấp hơn tỷ lệ trung bình toàn quốc là 59,5%: tỷ lệ cho phái nam là 70%, và tỷ lệ cho phái nữ là 49%. Tại Kolathupalayam, 8% dân số nhỏ hơn 6 tuổi.